# St.-Quintinus-Kathedrale

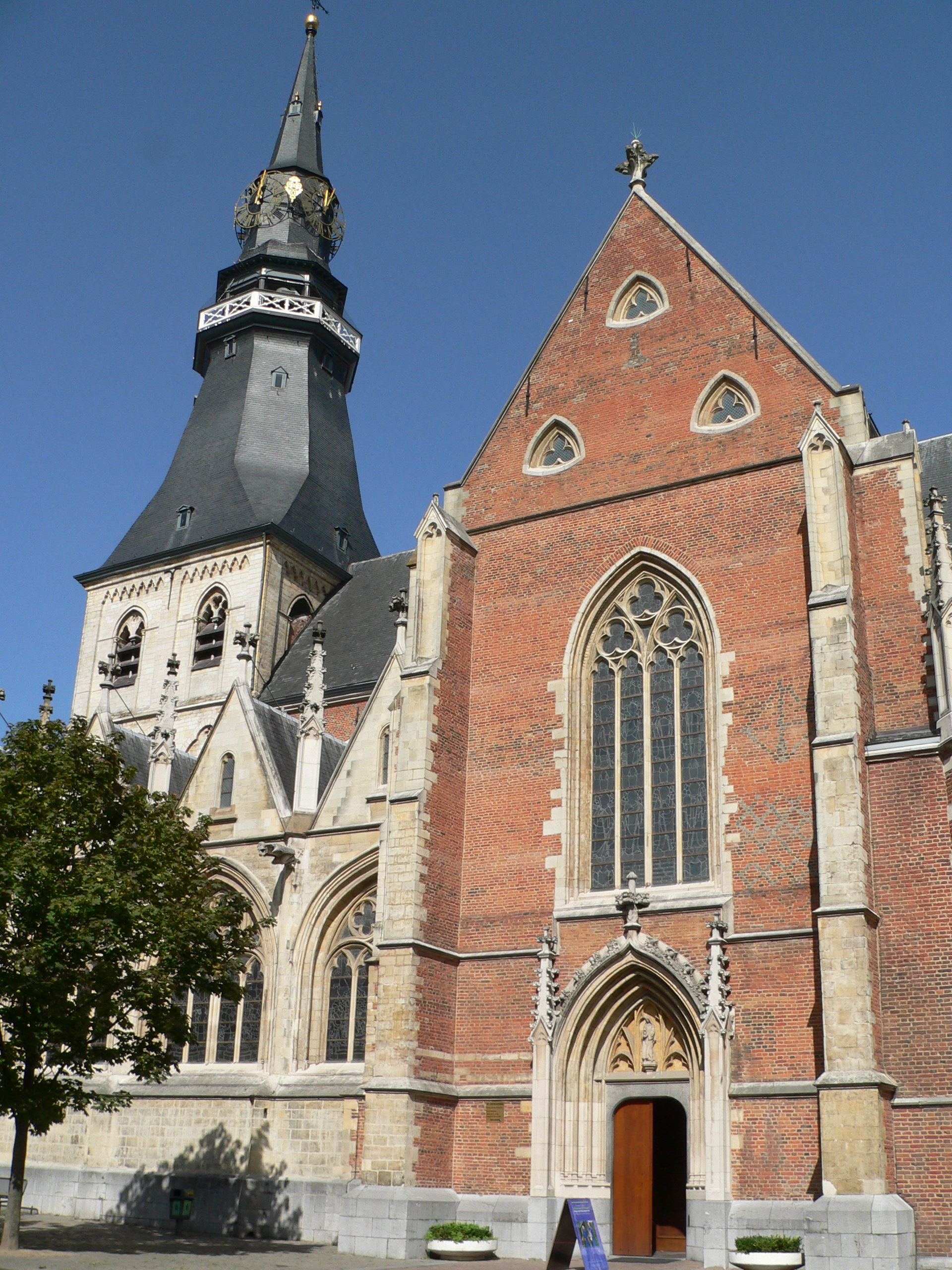
Kathedrale St. Quintinus

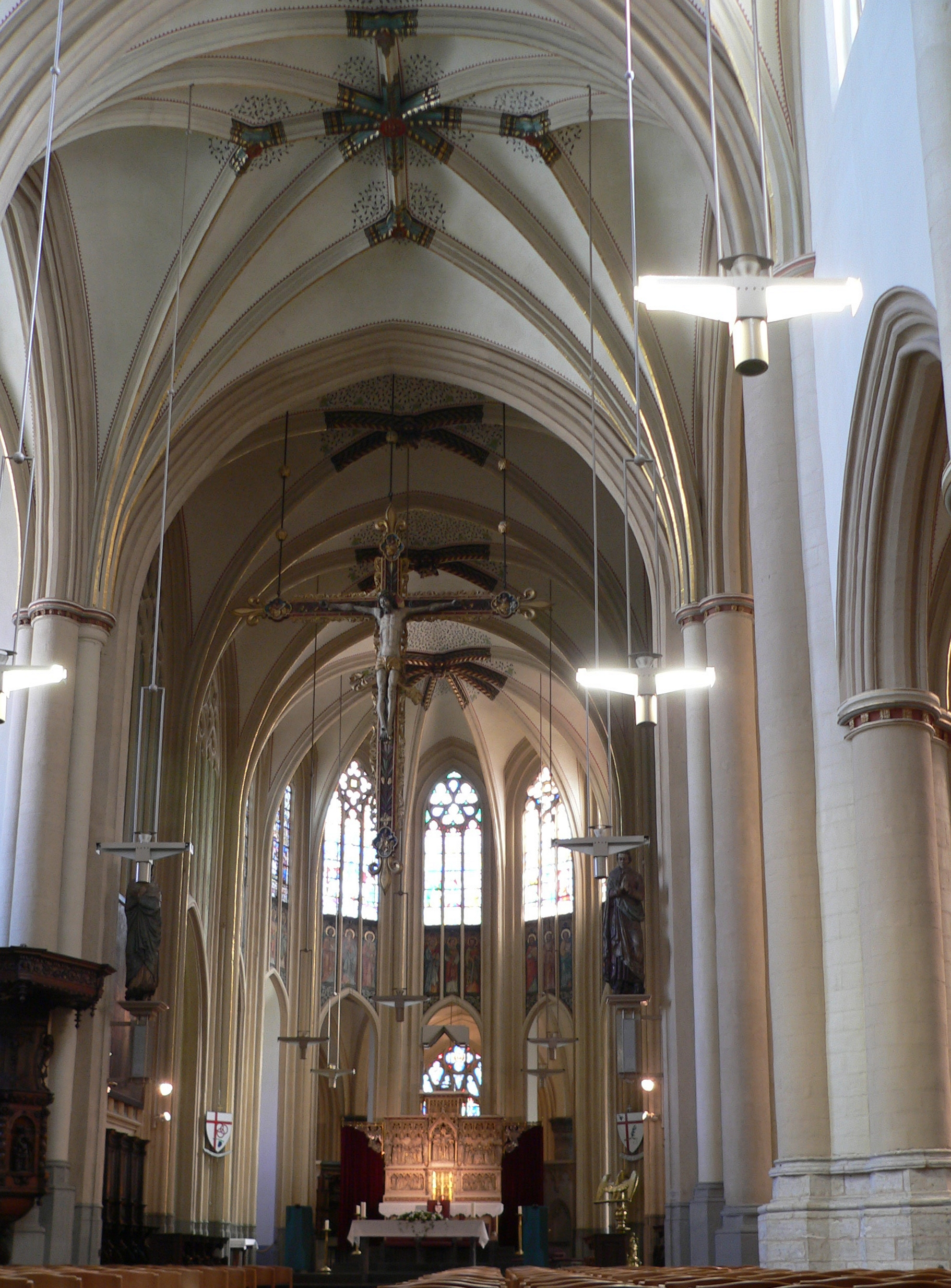
Inneres nach Osten

Die St.-Quintinus-Kathedrale in Hasselt ist die Bischofskirche des 1967 errichteten katholischen Bistums Hasselt, das die belgische Provinz Limburg umfasst. Die Kirche trägt das Patrozinium des heiligen Quintin (niederländisch auch Sint-Kwinten).

## Geschichte und Architektur
Ein Quintinus-Patrozinium ist an der Stelle der heutigen Stadt und Kathedrale Hasselt bereits im 7. Jahrhundert nachweisbar. Um 1100 erhielt die zur Pfarrei erhobene Gemeinde eine romanische Pfarrkirche. Von ihr ist nur der Unterbau des Turms erhalten; das Glockengeschoss entstand um 1250 im frühgotischen Stil, die Turmhaube im 18. Jahrhundert.
Ab 1406 wurde die gesamte Kirche außer dem Turm neu gebaut. Als Materialien wurden Werkstein und Backstein kombiniert. In der zweiten Hälfte des 15. Jahrhunderts wurde St. Quintin mit dem Chorumgang und den Kapellen beider Seitenschiffe, die später selbst zu Quasi-Seitenschiffen ausgebaut wurden, vervollständigt. Sie ist seitdem eine drei- bzw. fünfschiffige überwölbte Basilika mit Querhaus, langem Chor und Rundapsis mit Chorumgang in hochgotischen Formen.

## Ausstattung

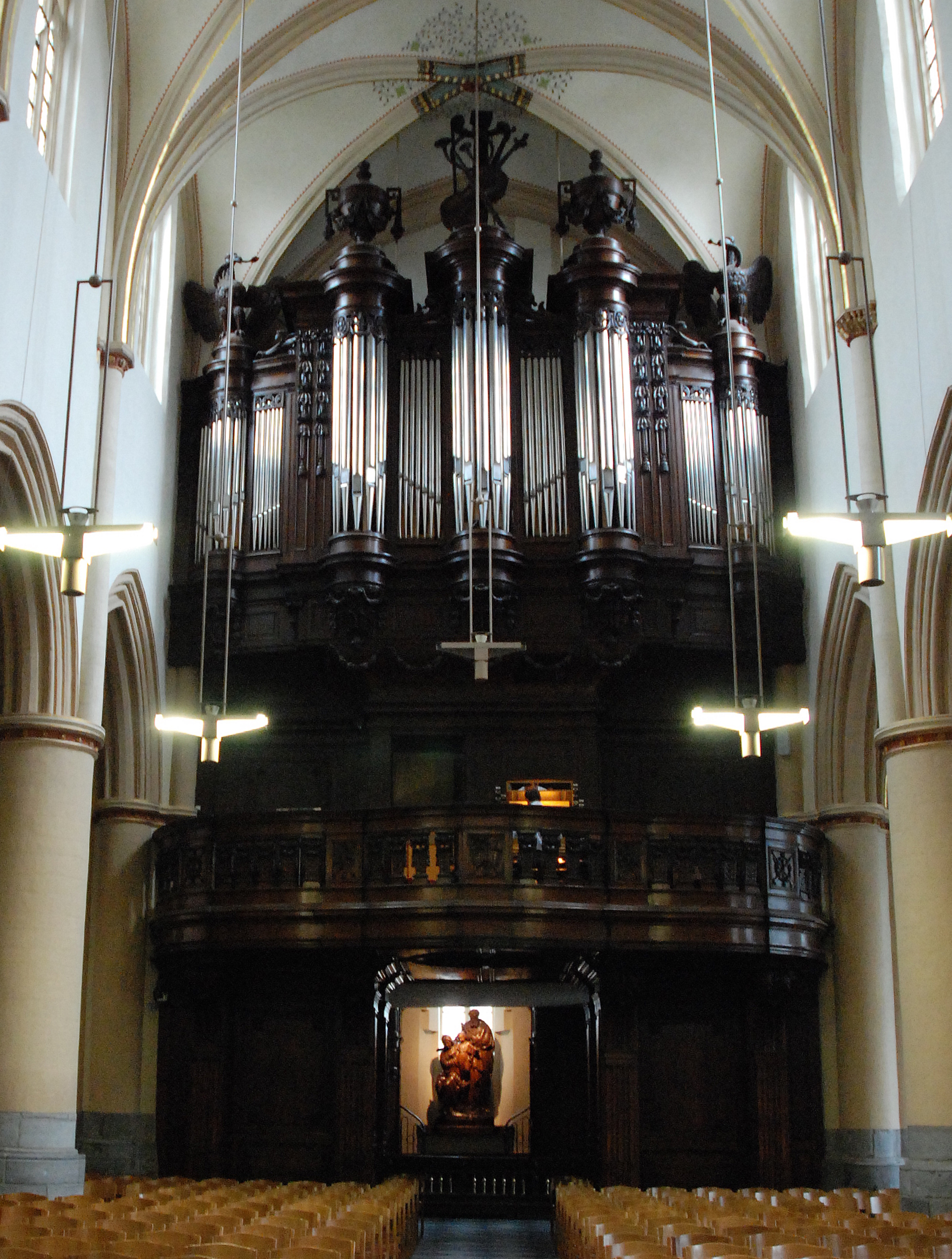
Orgelprospekt

Der Innenraum wirkt durch seine klaren Proportionen mit sparsamem Architekturschmuck. Er enthält Gemälde und Skulpturen aus dem 15., 16. und 17. Jahrhundert – ein Bildersturm von 1567 hatte die ältere Ausstattung vernichtet –, ein Renaissance-Chorgestühl von 1549 und einen Lettner im Louis-seize-Stil.

### Orgel
Die Orgel der Kathedrale wurde in ihrer heutigen Gestalt von dem Orgelbauer Binvignat & Houdtappel im Jahre 1783 erbaut. In dem Instrument befindet sich Pfeifenmaterial aus dem Vorgängerinstrument von Nicolaas Niehoff aus dem Jahr 1593. Die Orgel hat 34 Register auf drei Manualen und Pedal. Das Echowerk ist als Diskant-Werk angelegt. Die Trakturen sind mechanisch.
| I Hauptwerk C–f3 |                |         |
| 01.              | Bourdon        | 16′     |
| 02.              | Montre         | 08′     |
| 03.              | Bourdon        | 08′     |
| 04.              | Prestant       | 04′     |
| 05.              | Flutte         | 04′     |
| 06.              | Nazart         | 03′     |
| 07.              | Doublette      | 02′     |
| 08.              | Tierce         | 01 3⁄5′ |
| 09.              | Larigot        | 01 ⁄3′  |
| 10.              | Fourniture IV  |         |
| 11.              | Cymbale III    |         |
| 12.              | Cornet V       |         |
| 13.              | Sesquialter II |         |
| 14.              | Trompette B/D  | 08′     |
| 15.              | Voix Humaine   | 08′     |
| 16.              | Clairon        | 04′     |

| II Positiv C–f3 |               |        |
| 17.             | Bourdon       | 8′     |
| 18.             | Prestant      | 4′     |
| 19.             | Flutte        | 4′     |
| 20.             | Nazart        | 3′     |
| 21.             | Doublette     | 2′     |
| 22.             | Tierce        | 1 3⁄5′ |
| 23.             | Mixture III   |        |
| 24.             | Cornet III    |        |
| 25.             | Cromhorne B/D | 8′     |

| III Echowerk c1–f3 |            |    |
| 26.                | Bourdon    | 8′ |
| 27.                | Prestant   | 4′ |
| 28.                | Cornet III |    |
| 29.                | Cromhorne  | 8′ |
|                    | Tremblant  |    |

| Pedal C–f1 |           |     |
| 30.        | Soubasse  | 16′ |
| 31.        | Montre    | 08′ |
| 32.        | Prestant  | 04′ |
| 33.        | Bombarde  | 16′ |
| 34.        | Trompette | 08′ |